# Universeel soefisme

Het symbool van het universeel soefisme

Het universeel soefisme vertegenwoordigt een levenshouding waarin de religies van het Oosten en het Westen verbonden worden. Het is een traditie die zich bezighoudt met zowel religie, filosofie als psychologie. Het is een eigentijdse vorm van soefisme die naar het Westen is gebracht door de Indiase muzikant en mysticus Hazrat Inayat Khan, stichter van de International Sufi Movement. Kort samengevat gaat zijn interpretatie van de soefi-boodschap over eenheid, geestelijke vrijheid, liefde, harmonie en schoonheid, bestemd voor de gehele mensheid. Zij is niet bedoeld als een nieuwe religie, maar streeft los te komen van dogma's, principes, onderscheid en verschillen. Deze non-dualistische boodschap is geschikt voor iedereen die geïnteresseerd is in spirituele groei en daarbij inspiratie hoopt te vinden.

## Oorsprong

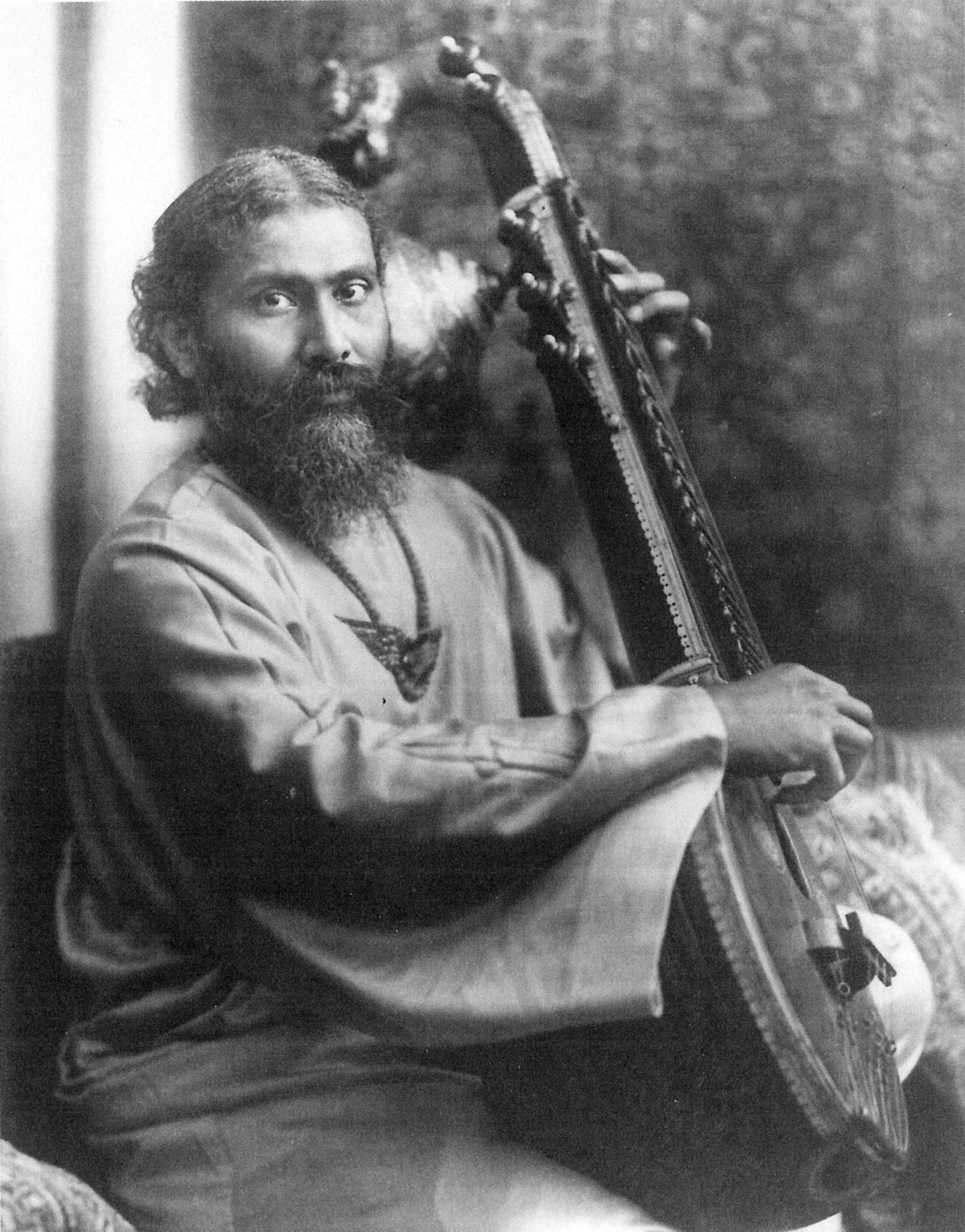
Hazrat Inayat Khan

Hazrat Inayat Khan groeide in India op te midden van verschillende religies. Hij kreeg van zijn soefi-meester de opdracht om met zijn muziek Oost en West te verenigen en het soefisme te verbreiden in andere landen. Hij belandde in eerste instantie in Amerika en begon daar met het geven van concerten met Indiase muziek. De toehoorders konden echter weinig waardering opbrengen voor Oosterse muziek; er was simpelweg een te grote kloof tussen de culturen. Door het onbegrip voor zijn muziek besloot Khan de mensen op een andere manier te stemmen door het geven van lezingen.

## Essentie
De essentie van de lezingen van Hazrat Inayat Khan is dat alle godsdiensten uit één en dezelfde goddelijke bron voortkomen en dat alle religies uiteindelijk op dezelfde God zijn gericht. Volgens Khan heeft God vele benamingen en beleeft elk mens God op zijn eigen manier. Dit is dan ook zijn centrale boodschap. Hij legde de nadruk op het feit dat het geen nieuwe religie was, maar een opzichzelfstaande levenshouding, geschikt voor "hen die zoeken naar waarheid". God moet je volgens hem niet buiten jezelf zoeken, maar binnen in jezelf.
De basisgedachte van Hazrat Inayat Khan met betrekking tot het soefisme, is dat de mensen het idee zouden moeten loslaten dat hún godsdienst de absolute waarheid vertegenwoordigt en dat zij zouden moeten proberen in te zien dat alle religies een deel van de waarheid vertegenwoordigen. Het universeel soefisme is daarom op zoek naar ‘eenheid in verscheidenheid’. In de visie van Hazrat Inayat Khan kunnen soefi's daarom bijvoorbeeld gewoon christen, hindoe of moslim zijn of aanhanger van een ander geloof of overtuiging zijn. Dat maakt juist bij deze stroming niets uit. Elke profeet en elke religie wordt in het universeel soefisme geëerd. De levenshouding zoals deze door Hazrat Inayat Khan is beschreven is dan ook in essentie voor iedereen toepasbaar.

## Organisatie

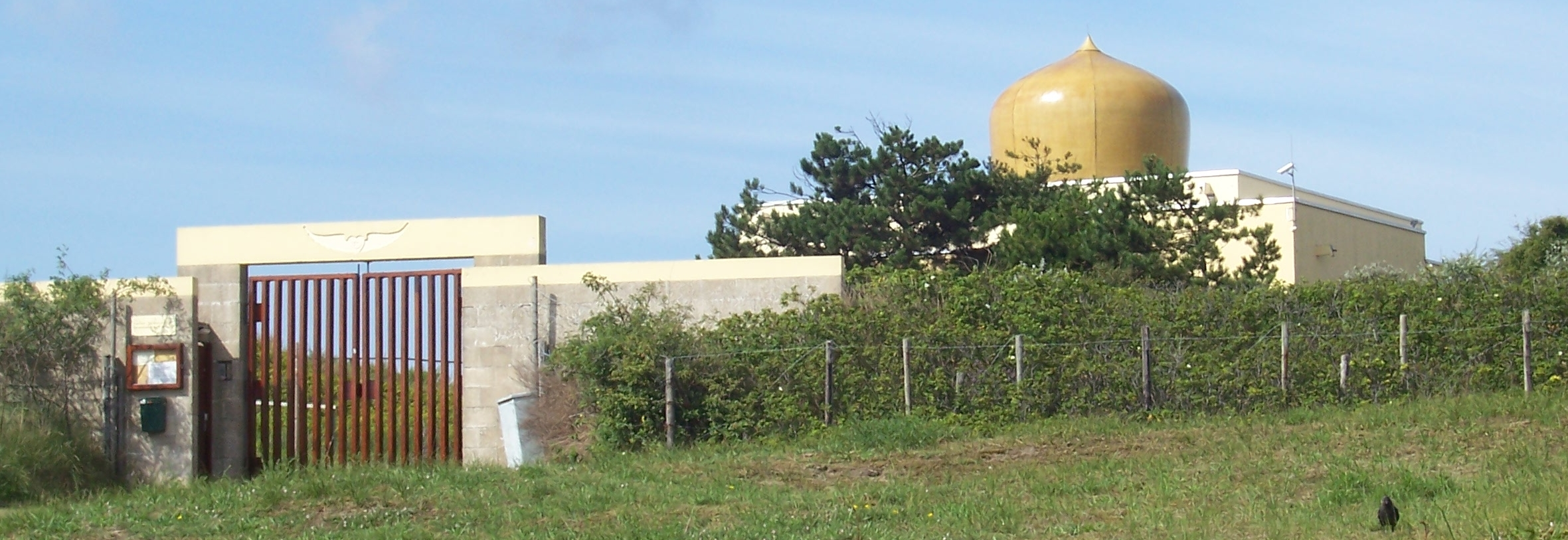
Universel Murad Hassil, tempel van het universeel soefisme in Katwijk

Soefisme kent naar zijn aard geen formele organisatie; de groep rond een geestelijk leider (Pir) en het persoonlijk contact daarmee speelt een overheersende rol. Gevorderde leerlingen, die dan meestal het predicaat 'Shaik' krijgen, worden gestimuleerd om elders hun eigen 'school' op te zetten.
Niettemin richtte Inayat Khan in 1917 naar Westers model de International Sufi Movement (Internationale Soefi Beweging) op om het uitdragen van het universeel soefisme te bevorderen. Naarmate de aanhang, en het aantal landen waar zij actief waren, groeide ontstonden diverse afsplitsingen, elk met hun eigen geestelijk leider (Pir). In Nederland is vooral de Soefi Beweging actief. Daarnaast hebben ook diverse internationale groeperingen, zoals de Inayati Order, de Ruhaniat en de Sufi Way hier hun actieve aanhangers, evenals de vereniging Soefi Contact.
Al deze van Inayat Khan afstammende organisaties zijn verenigd in de Federation of the Sufi Message.

## Soefi's

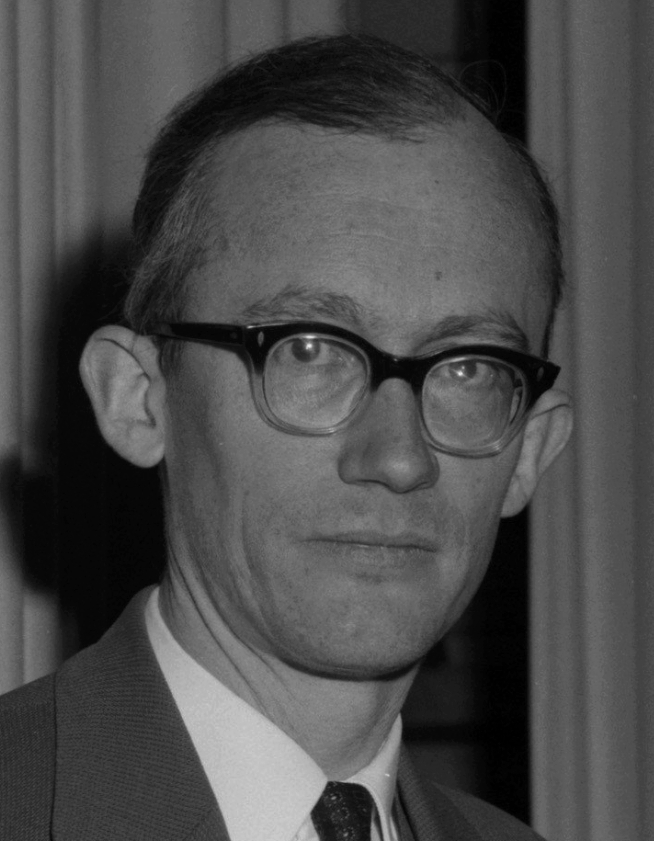
Johan Witteveen in 1963

Het universeel soefisme, dat niet op zich een religie is, omarmt álle godsdiensten. Voorstanders van deze vorm van interreligieuze oecumene zijn dan ook vaak zowel christen en soefi, of moslim en soefi, of anders gelovig én soefi. In Nederland zijn de meeste soefi's moslim. Johan Witteveen was in dat land lange tijd een bekende uitdrager en voorvechter van het universeel soefisme. Hij schreef er vele boeken over die in meerdere talen zijn vertaald.

## Verwantschap
Het universeel soefisme is als mystieke stroming nauw verwant aan de gnostiek. Een overeenkomstig thema is de zoektocht naar het 'innerlijke licht' of 'innerlijk weten'. De gedachte hierbij is dat diegene die zijn of haar 'ware zelf' kwijt is, niet waarlijk vrij kan zijn. In deze context wordt er vaak gesproken over identificatie met het ego.